# Inger Munchová
Inger Marie Munchová (nepřechýleně Inger Marie Munch; 5. února 1868 Løten – 2. května 1952 Oslo) byla norská umělkyně, fotografka a učitelka hudby. Vyučovala hru na klavír na Nordstrand více než 40 let.

## Životopis
Byla dcerou sborového lékaře Christiana Muncha (1817–1889) a Laury Cathrine Bjølstadové a byla mladší sestrou malíře Edvarda Muncha. Její matka zemřela na tuberkulózu 29. prosince 1868, tedy dříve, než Inger dovršila rok života.
Jedinou dostupnou informací o jejích fotografických aktivitách je, že „byla mezi prvními, kdo fotografoval Akerselvu“. Byla zručnou amatérskou fotografkou. Fotografovala v Oslu ve 20. a 30. letech 20. století. Kniha Akerselven byla vydána v Dammu v roce 1932.
Inger Munchová je pohřbena na hřbitově Nordstrand v Oslu spolu se svou sestrou Laurou (1867–1926) a tetou Karen Bjølstadovou (1839–1931).
V roce 2021 dostal nově založený park o rozloze asi jeden hektar jižně od nového Munchova muzea v Bjørvice název Inger Munchs brygge. Tato oblast stojí na kůlech ve fjordu a je přístupná veřejnosti a je součástí Havnepromenaden.

## Galerie

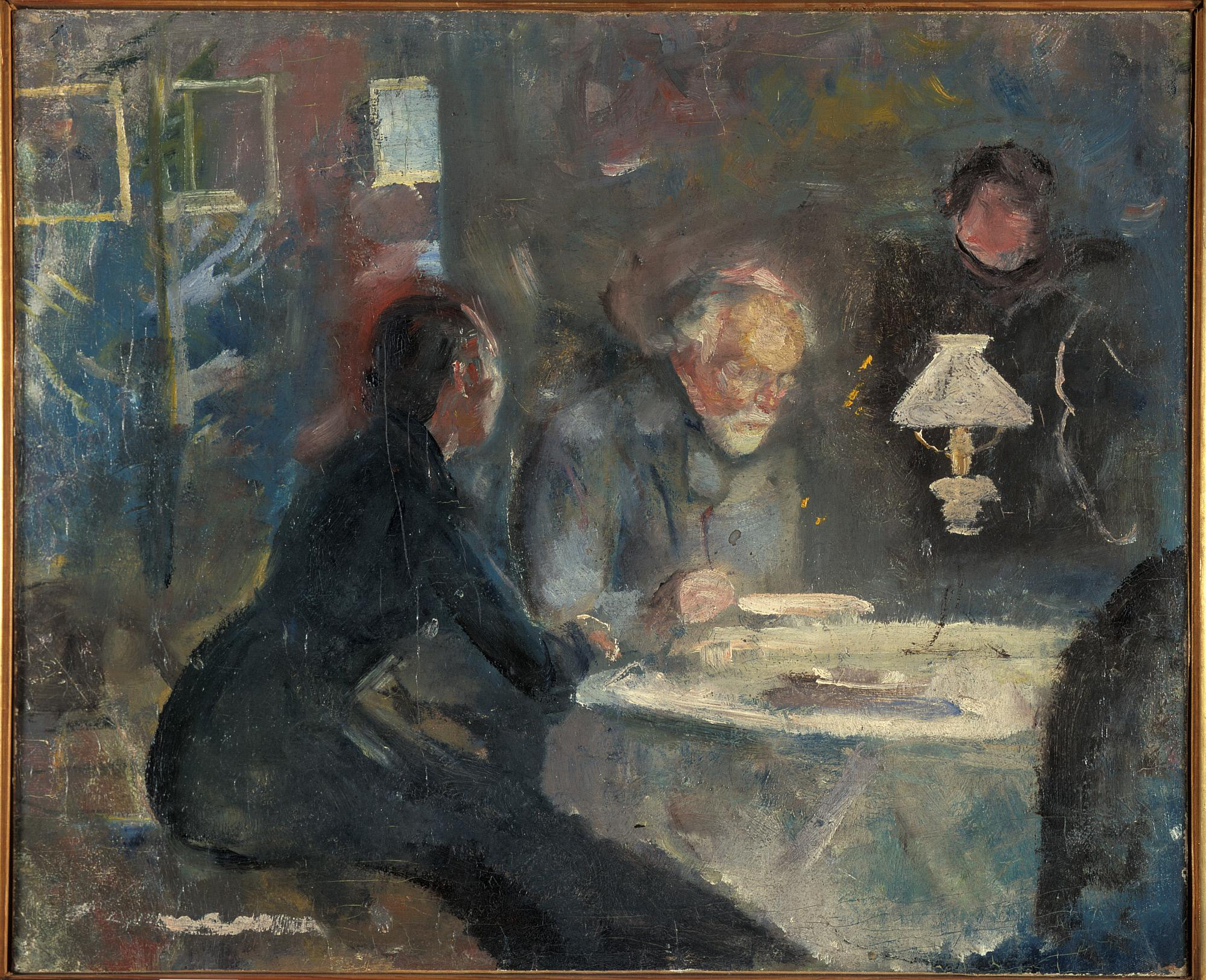
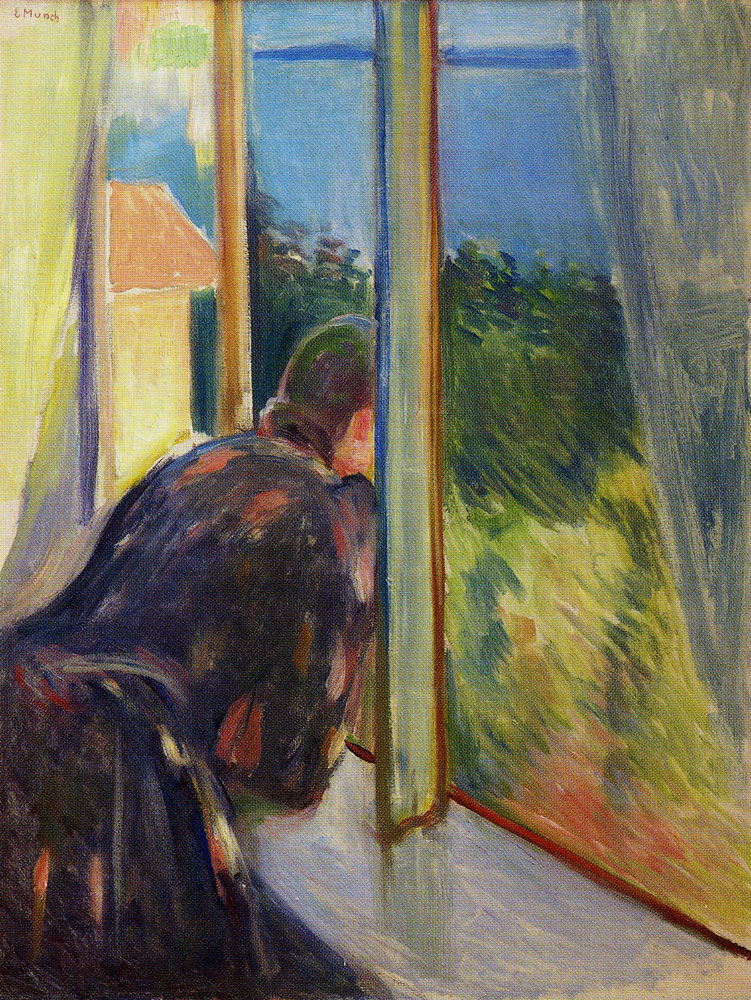
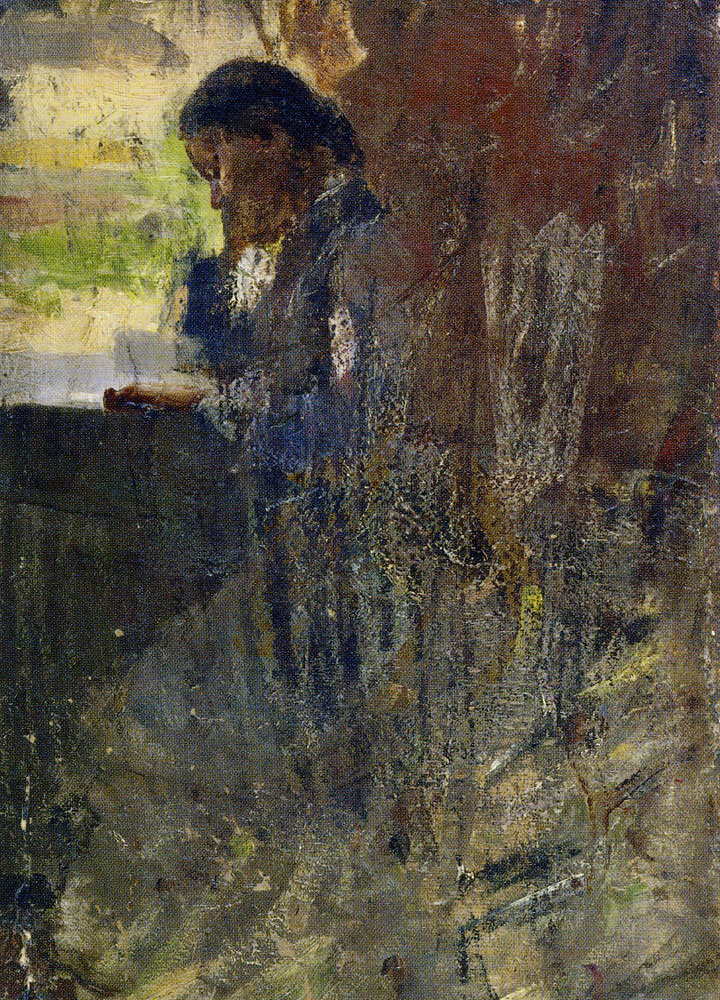
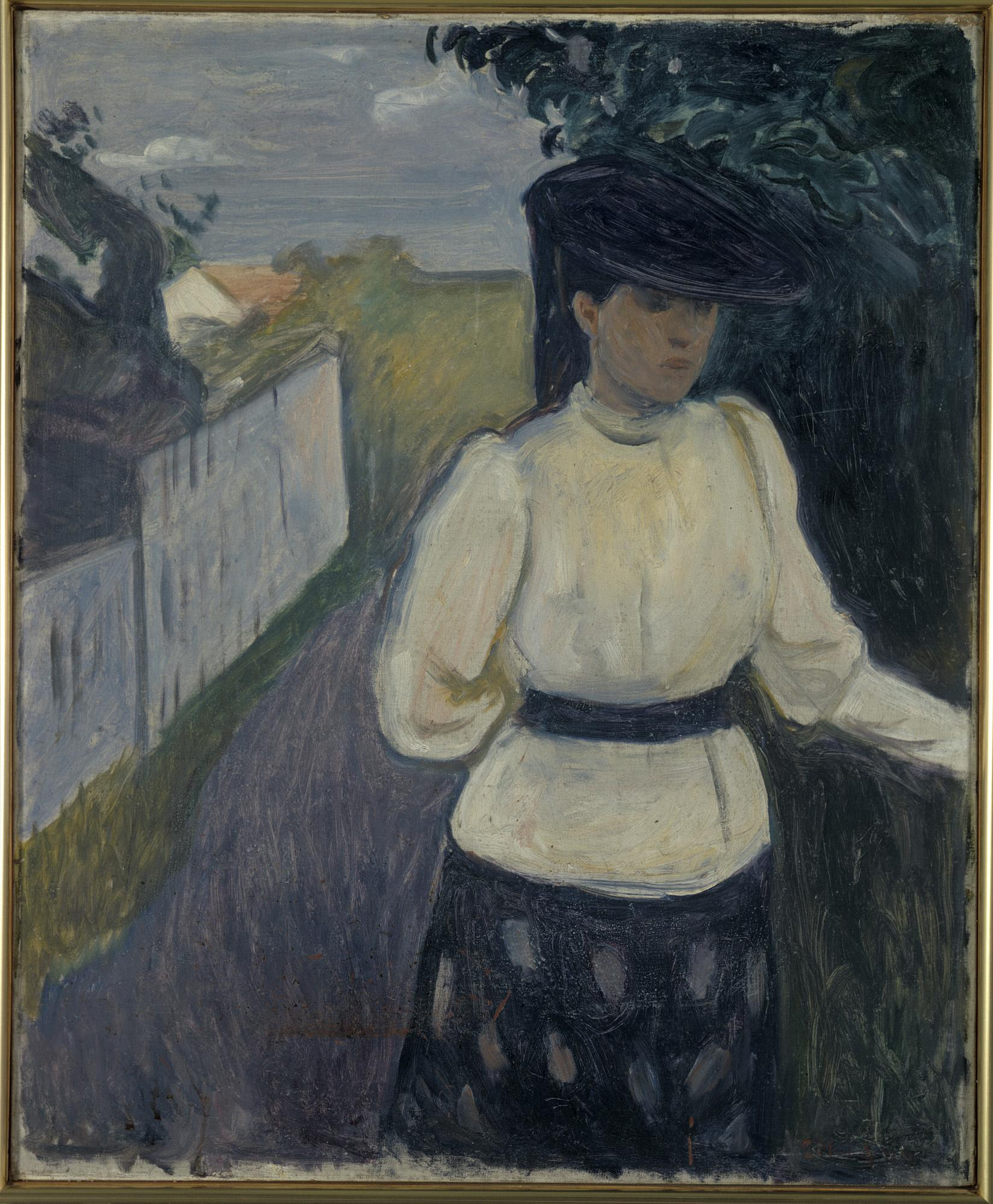
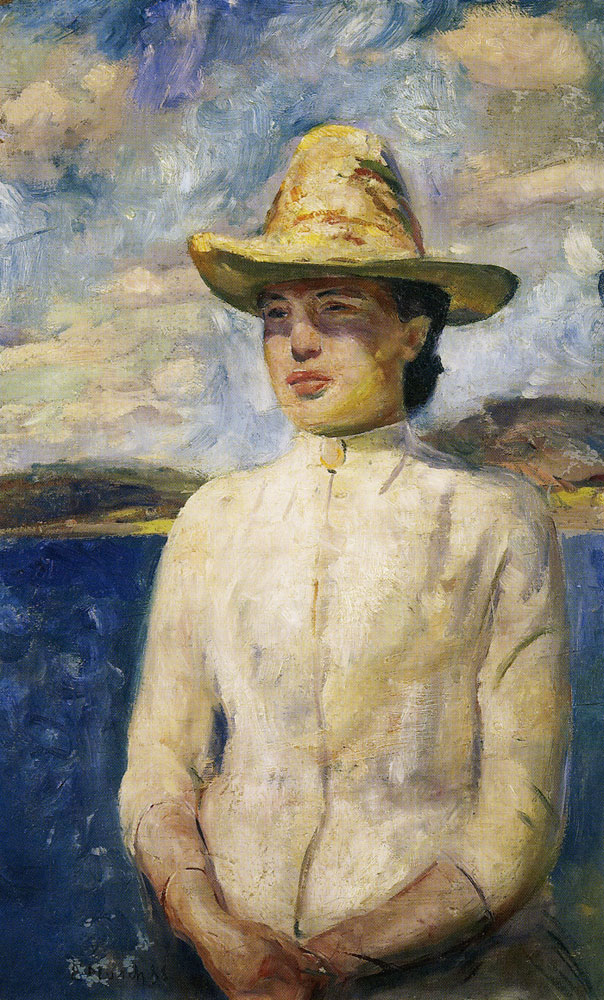
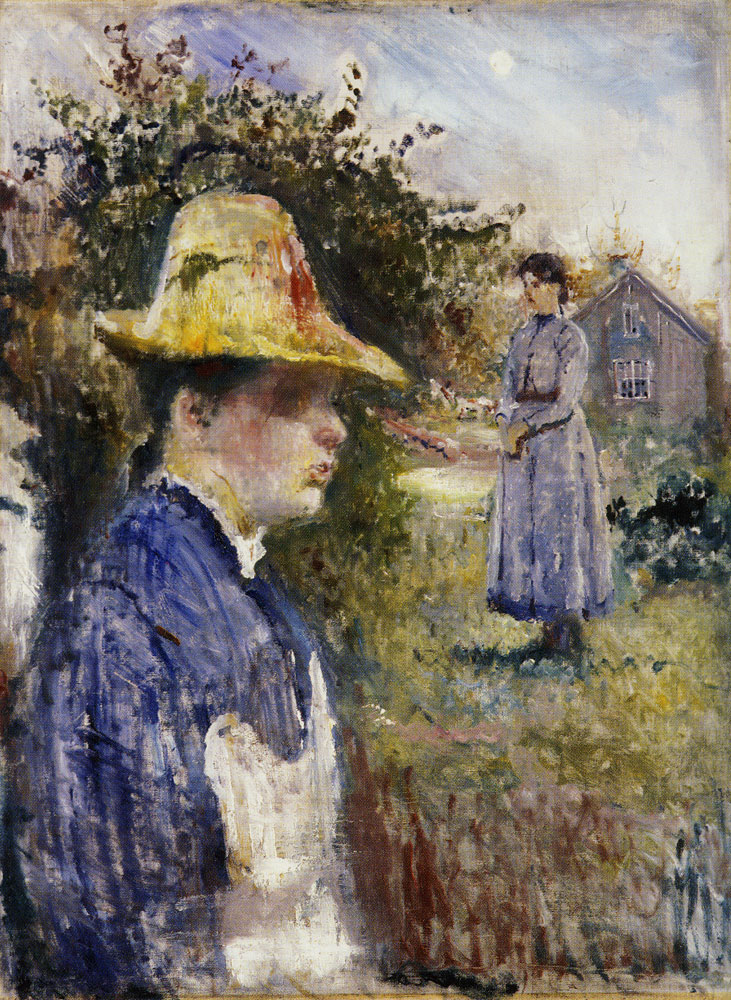
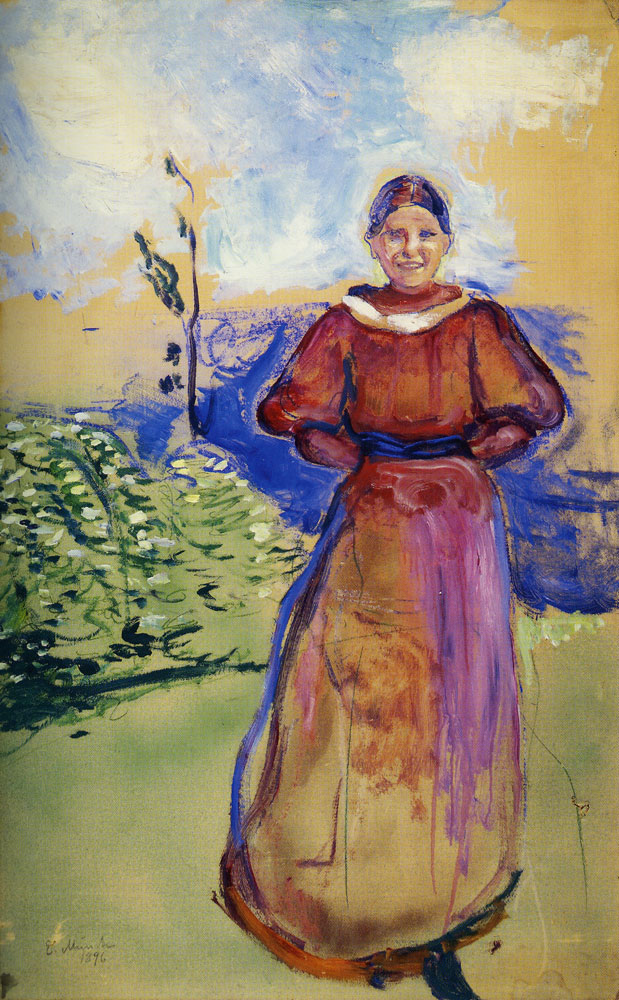
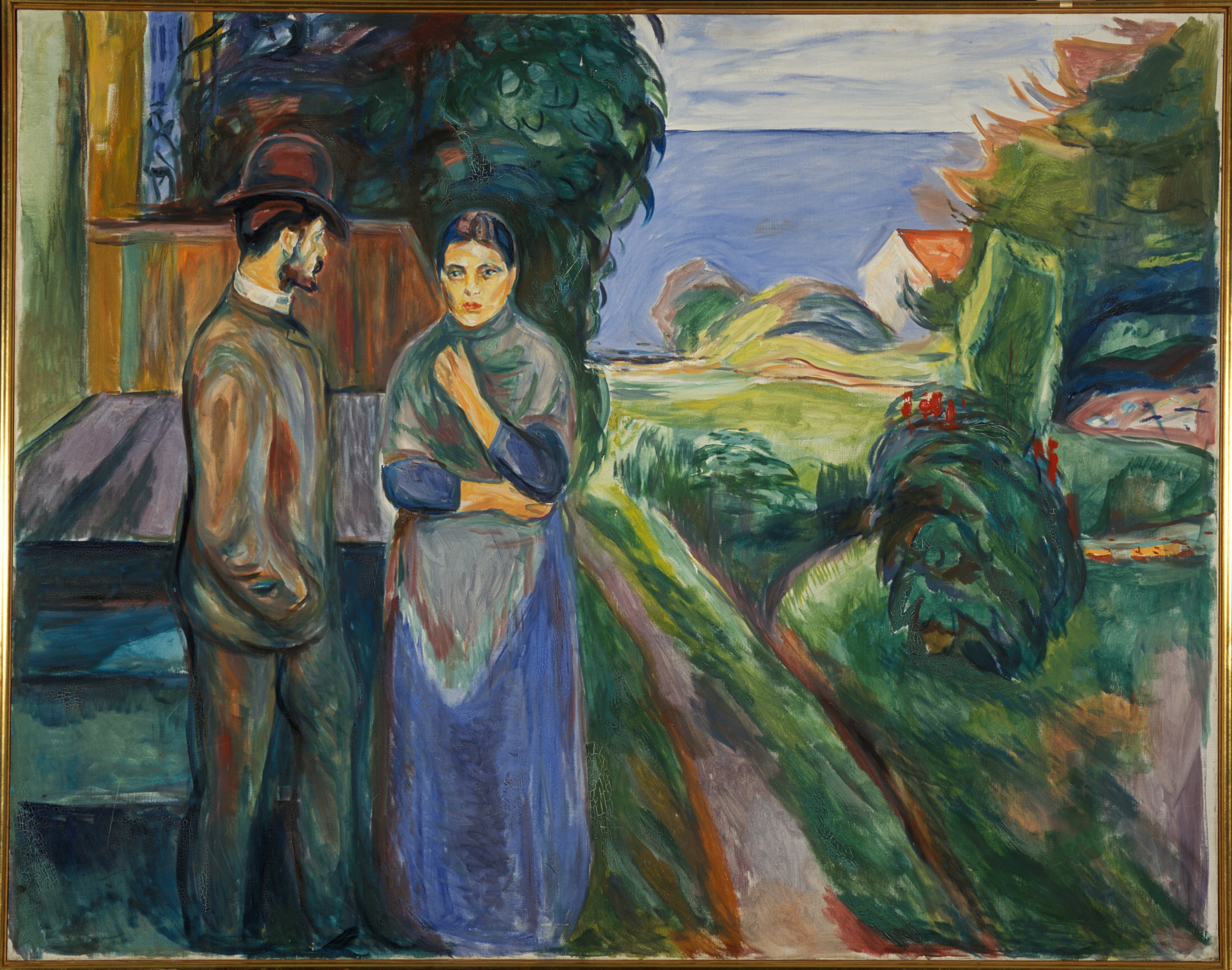
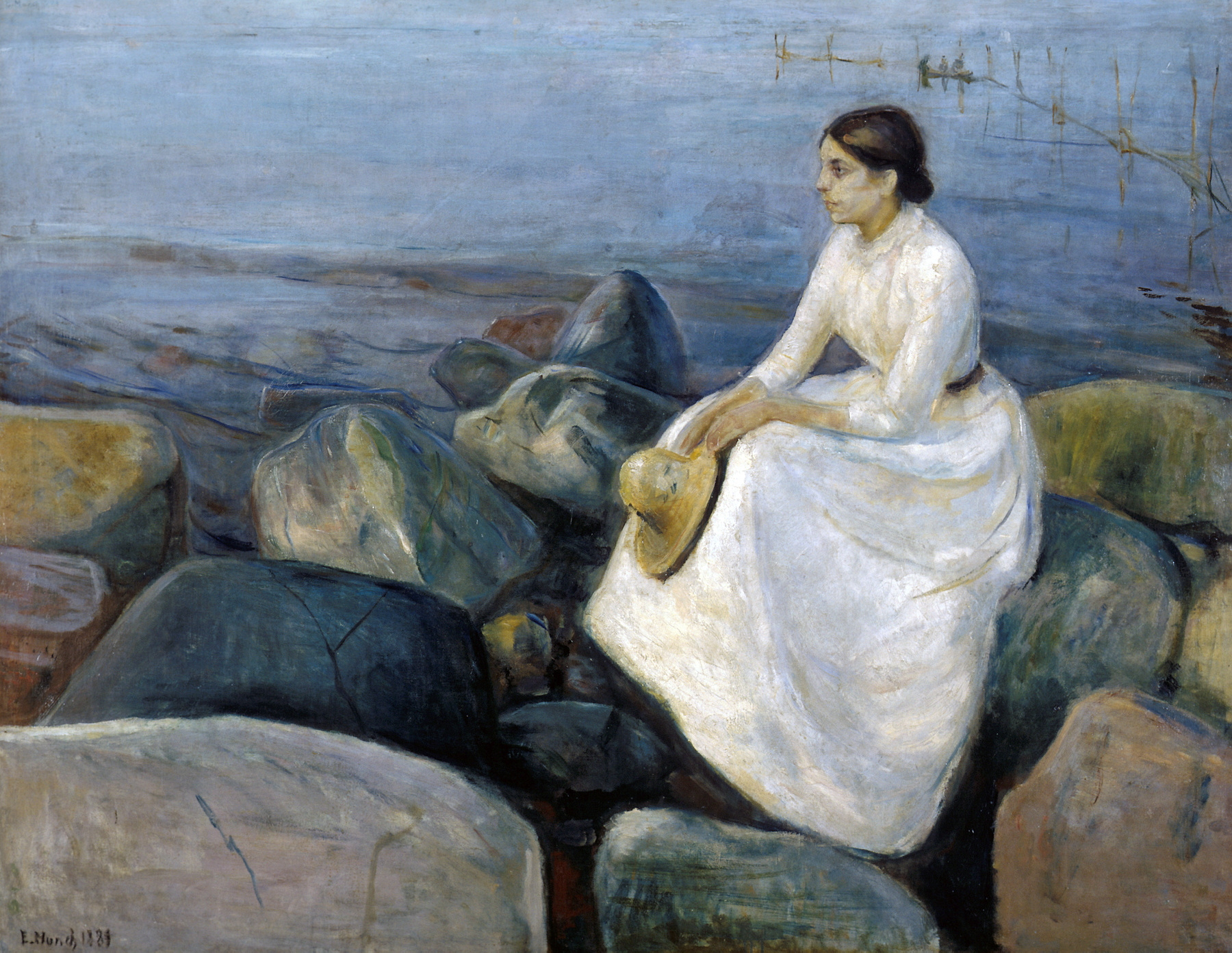
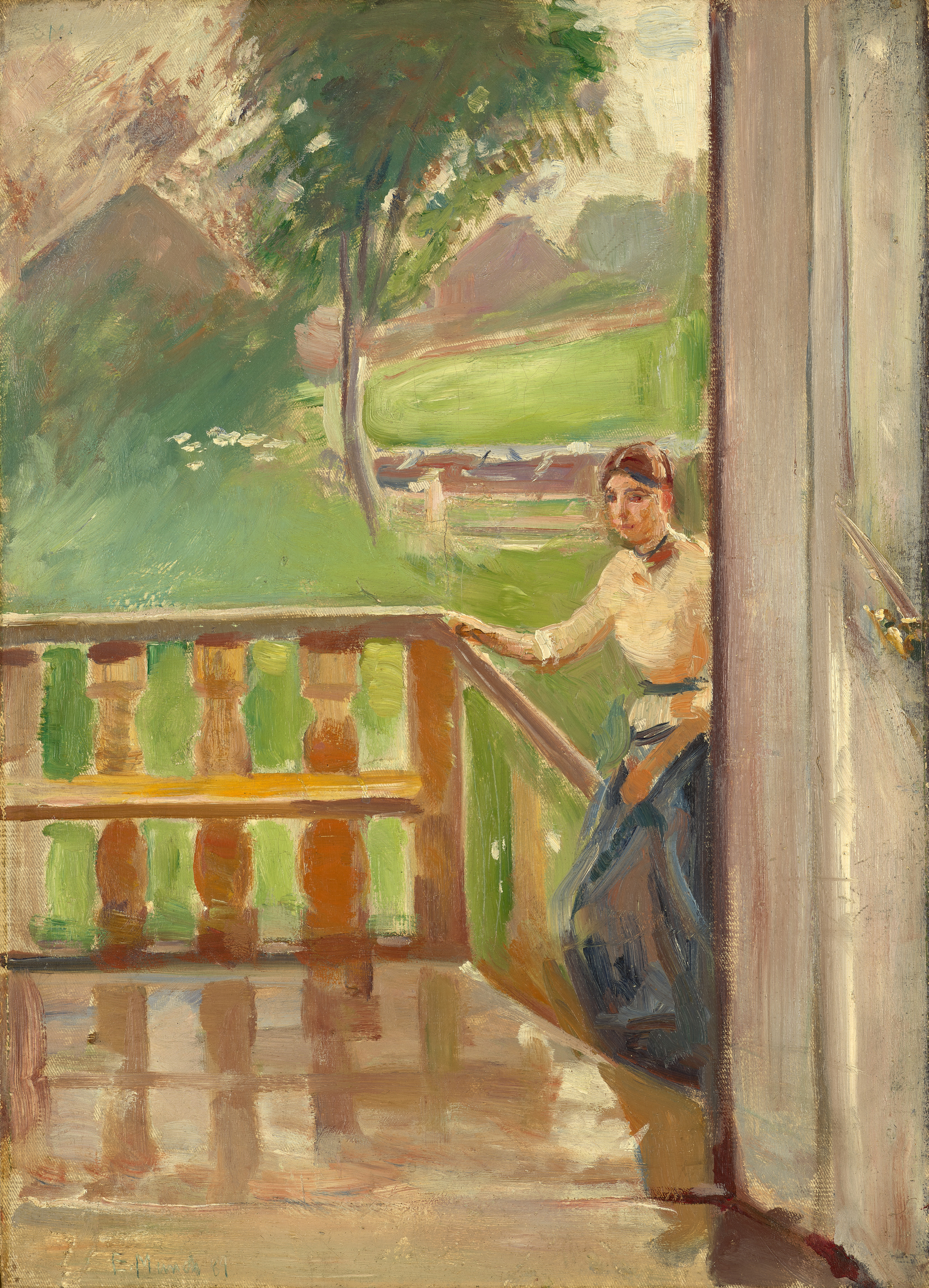

Fotografie Inger Munchové

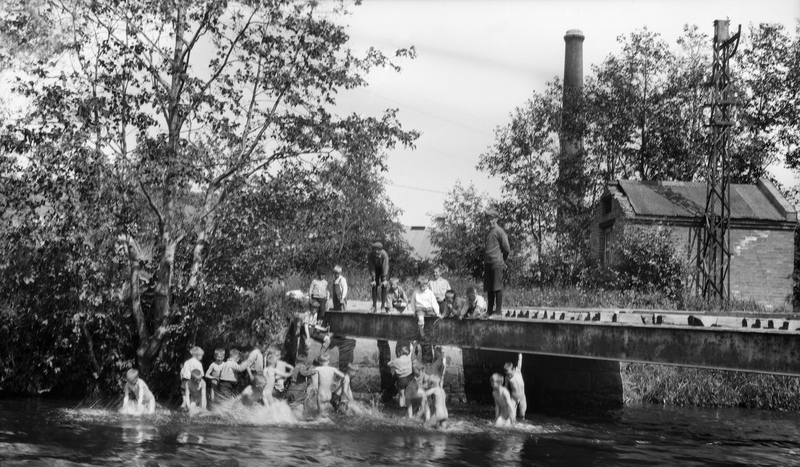
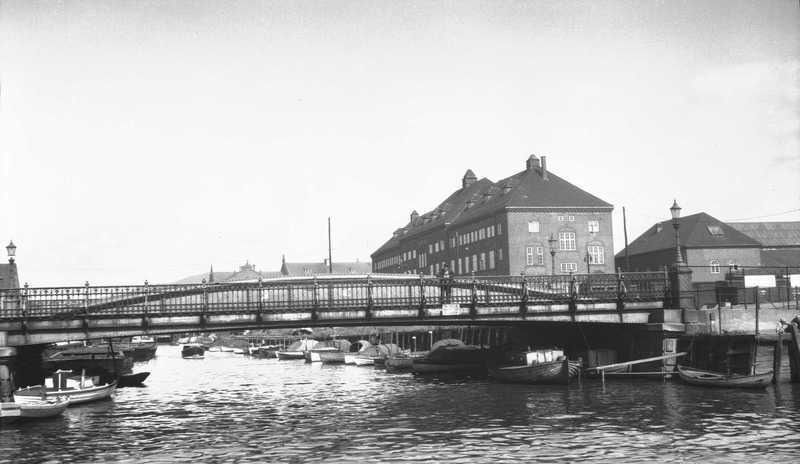
Bispebrua, 1925-30
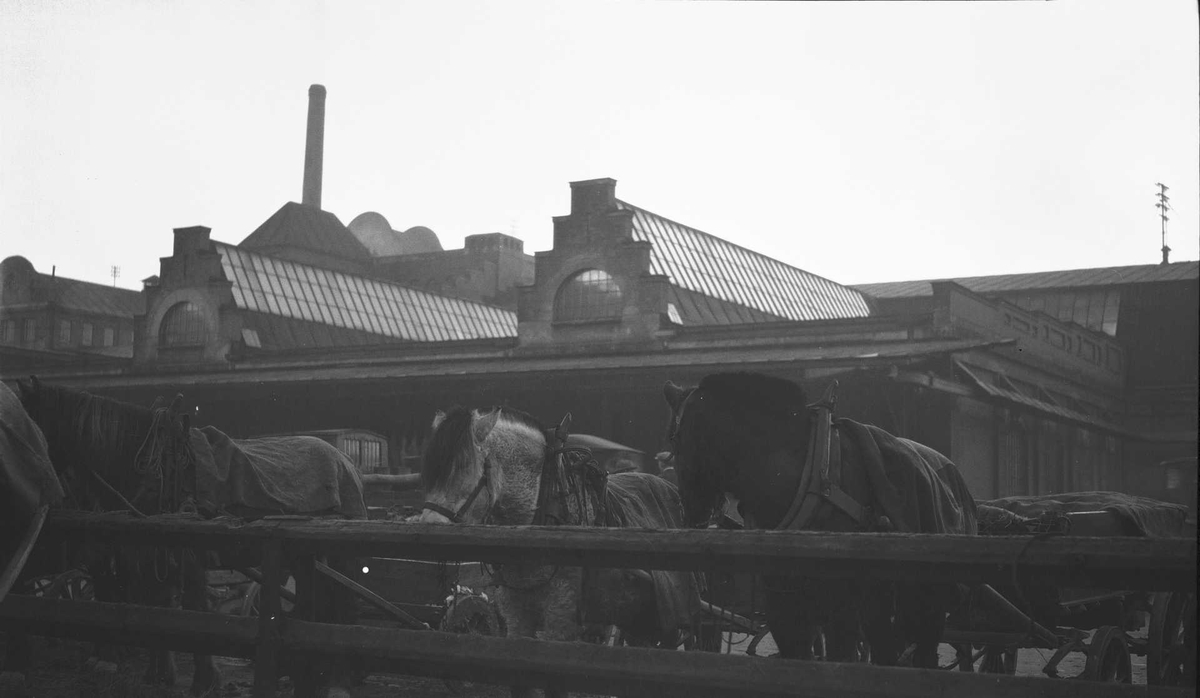
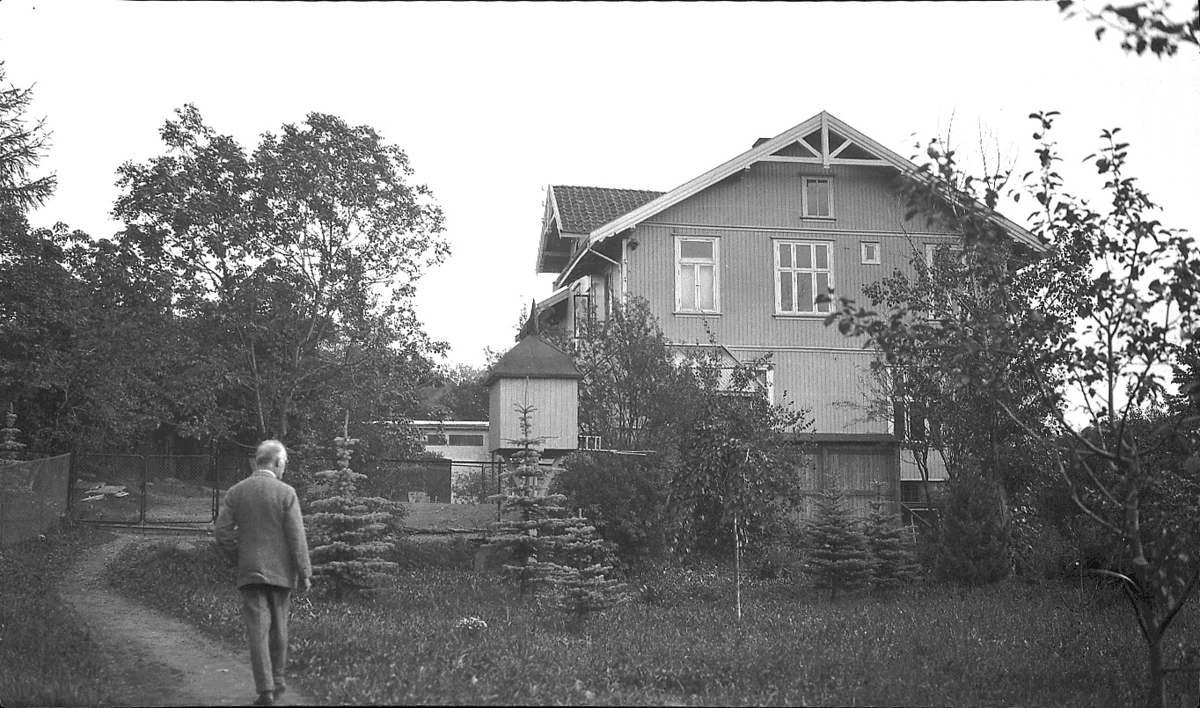
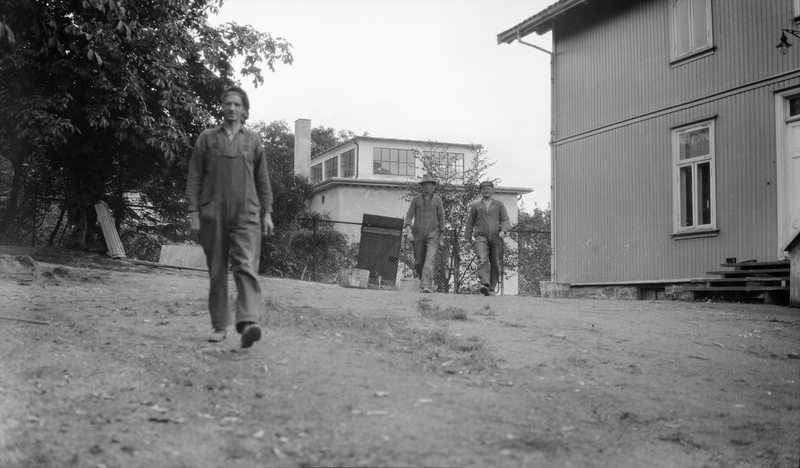
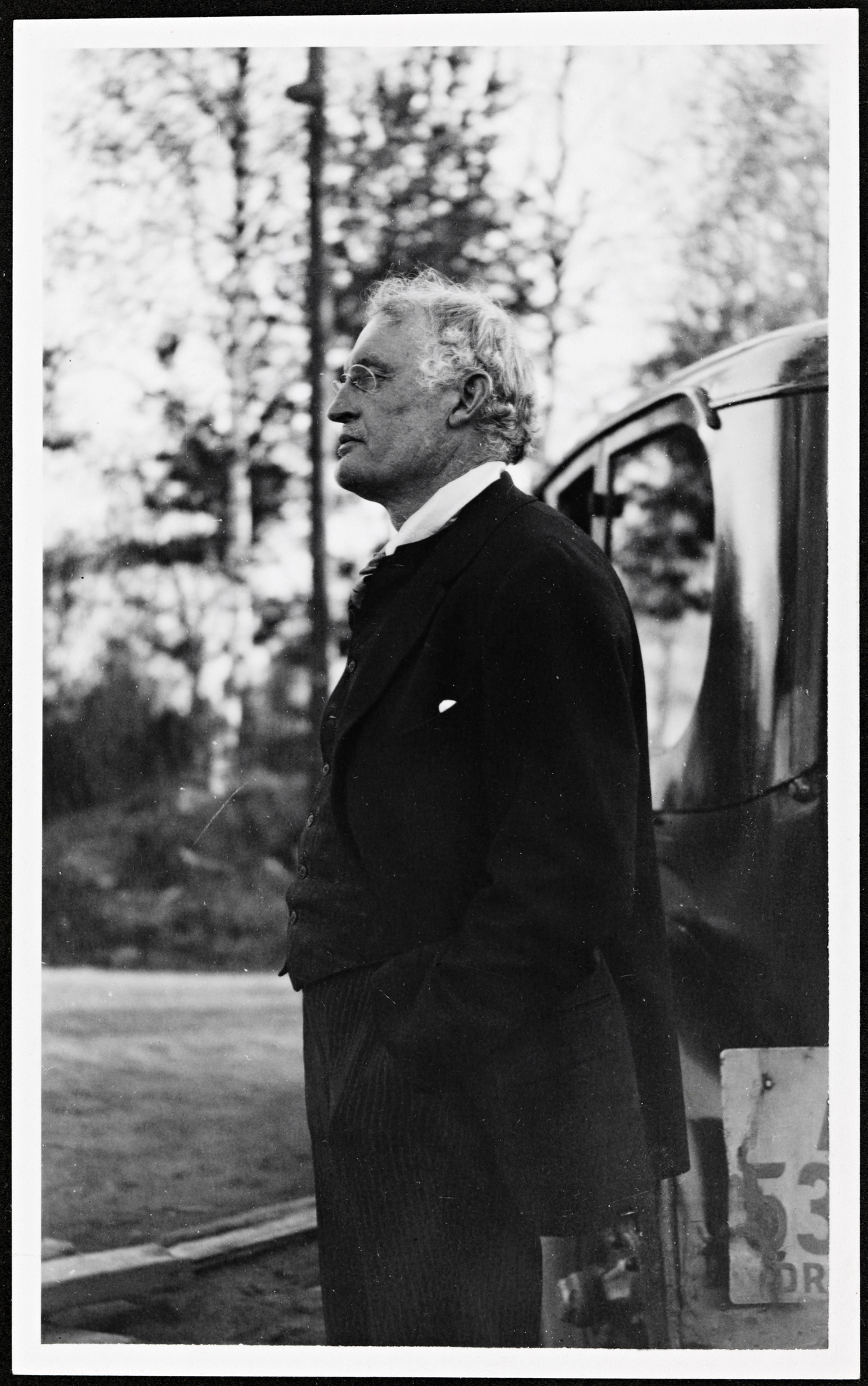
Edvard Munch, 1929
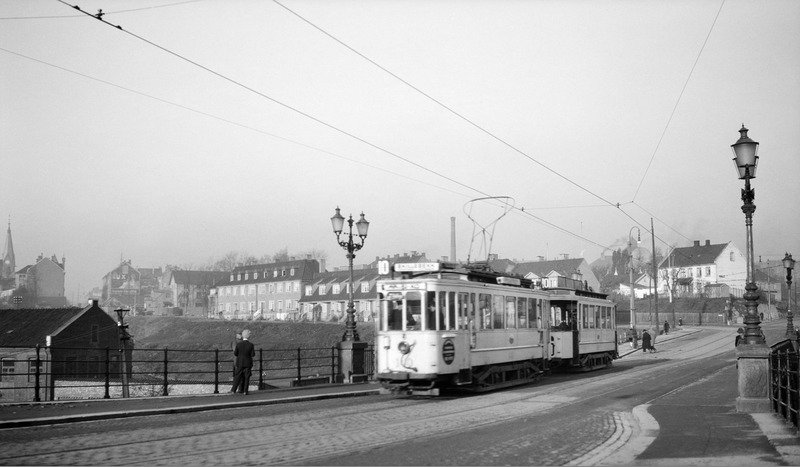
Tram Bentsebrugata

Inger Munchová na obrazech Edvarda Muncha